# La casa Ayala o casa de Gobierno (Lugo)
La casa de Ayala o del Gobierno es un edificio de la ciudad de Lugo que destaca por su personalidad arquitectónica. Se trata de una obra de Gustavo Luzzatti Dal´Pozzo, habiendo sido levantada a finales del siglo XIX en un estilo ecléctico e historicista de inspiración italiana.
Se ubica en la actual rúa do Teatro número 6, esquina a la calle Ánxel Fole, por donde se accedía a la huerta de la casa (hoy un aparcamiento).
El edificio albergó la conocida farmacia de La Salud, una de las más antiguas de la ciudad, desde 1972 hasta 2014.

## Descripción
Se trata de un hermoso edificio, destacando la excelente traza de la fachada principal, cuyas ventanas quedan dispuestas a modo de logia, y la espléndida galería acristalada de la parte de atrás.
Según Narciso Peinado la casa está inspirada en modelos de la patria de su autor como el palacio del Consejo en Verona, el palacio Vendramín Calergi del Gran Canal veneciano y el pórtico de San Juan de Údine.

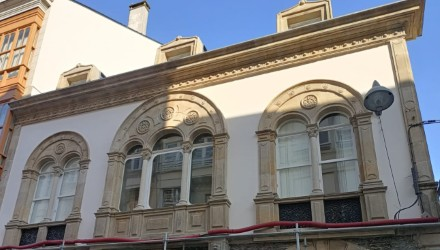
Ventanales de la fachada principal tras la restauración, en 2025.

El edificio presenta tres fachadas. A la principal, en la calle del Teatro, se abren en la planta inferior tres vanos con puertas de ingreso iguales de arcos de punto redondo; en jambas y dovelas se aparean los sillares de mayor y menor, mientras que el paramento es de sillarejo. En la planta noble destaca la logia de tres ventanales inscritos bajo arcadas con tímpanos decorados con rosas y bezantes sobre el doblaje de los coronamientos. El central, de mayor tamaño, se presenta en tríptico, con pilastras por jambas y sendas columnas de fino fuste en el centro, con capitel y ábaco sobre basas estilizadas que dividen el antepecho en planchas rectangulares, en tanto que sendos modillones con decoración floral y mascarón sustentan las pilastras. Los dos ventanales laterales recuerdan a los del triforio de la catedral lucense, con columnas ajimezadas en parteluz de las mismas trazas que las del central; mientras que los antepechos, partidos por las bases de las columnas presentan decoración de rejería. Culminan la fachada una imposta de semiesferas en bajorelieve y la cubierta abuardillada con tres vanos.
La sobria fachada lateral de la calle Ánxel Fole nos ofrece portales en la planta baja, dos balcones y sucesión de vanos en las dos superiores, todos adintelados y resaltados mediante sillares almohadillados; en la planta baja se habían perdido y han sido recuperados en la reciente rehabilitación.
La parte trasera, orientada al sureste, presenta un buen ejemplo de galería acristalada, elemento distintivo de la arquitectura tradicional gallega; alegre y luminosa, se encuentra adosada al edificio sobre columnas de hierro colado, propias de la época de construcción.

## Historia
En el último tercio del siglo XIX se impone en Lugo la racionalidad urbanística, lo que lleva a la creación de nuevas calles que corten los tradicionales ejes de la ciudad, para mejorar los accesos a la ronda y a los nuevos servicios públicos. En este sentido se abren nuevas puertas en la muralla; la primera de ellas, en 1876, es la puerta de la estación, que permite a partir de entonces contactar con el servicio ferroviario a través de la nueva carretera de la Estación. Intramuros se hizo preciso la apertura de una nueva vía, totalmente recta, para conectar con la plaza de Santo Domingo, aprovechando parte del antiguo carril do Gato Mouro que pasó a llamarse Emilio Castelar. En tal calle se situaron los emblemáticos Teatro Circo, el Banco de España, Correos y Telégrafos y la casa del Gobierno.

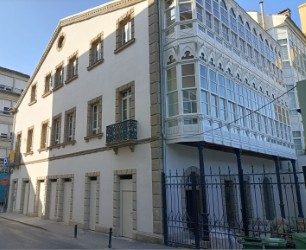
Galería trasera de la casa del Gobierno. Lugo.

Esta casa ha sido conocida con el nombre de su primitivo propietario, don Manuel Ayala, jefe del Cuerpo de Intervención Militar, contratista de obras que encargó su construcción al afamado ingeniero italiano Gustavo Luzzatti Dal´Pozzo.

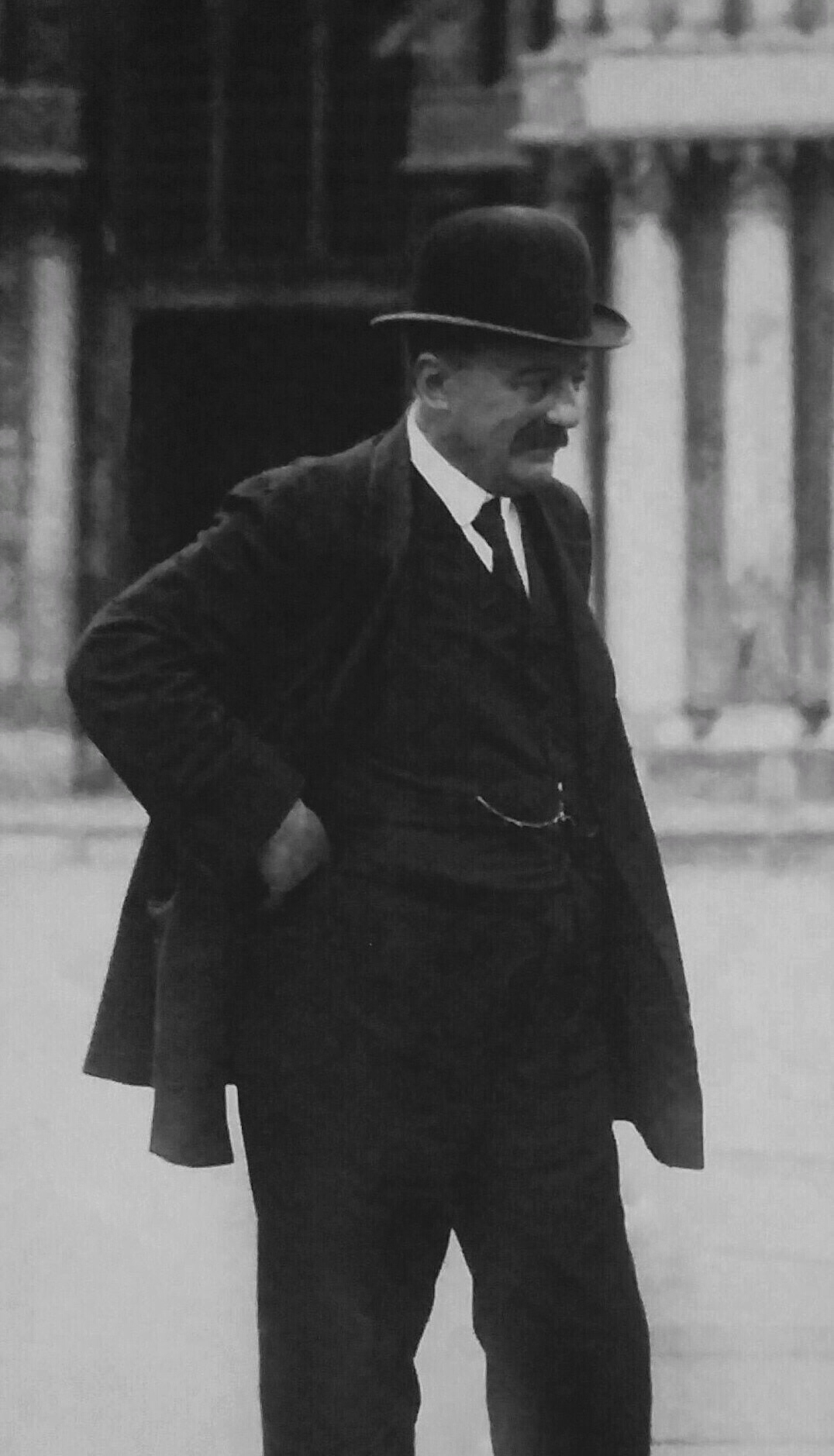
El ingeniero Gustavo Luzzatti Dal´Pozzo

Gustavo Luzzatti, Jefe Técnico Superior en la Compañía de los Caminos de Hierro del Norte de España, dirigió la construcción de varias líneas férreas en el noroeste de España, como la de Villafranca a Ribadeo. Casado en Ponferrada, residió durante un tiempo en Lugo, donde nació su hija Teresa.
La propiedad de la finca vino luego al registrador de la propiedad Victoriano Sánchez Latas, quien la alquiló por un dilatado periodo de tiempo para sede del Gobierno Civil de Lugo, por lo que en el siglo XX se la conoció como casa del Gobierno, siendo residencia de los gobernadores civiles. Los herederos intentaron infructuosamente recuperar el uso durante décadas. Pasó por herencia a su hija María Teresa Sánchez Arrieta, quien junto con su hija Mercedes Gutiérrez Sánchez y su esposo Juan Antonio González Espinosa de los Monteros la habitaron a partir de los años setenta del siglo pasado. Se efectuó entonces una reparación de los numerosos destrozos provocados por los inquilinos en el interior.
Tras ser vendido y sufrir un largo periodo de abandono, el edificio ha sido sometido a una completa y necesaria rehabilitación entre 2022 y 2024 según proyecto del arquitecto Jesús Quiroga López, que le ha devuelto su airoso aspecto exterior, permitiendo apreciar la armonía y el equilibrio de las diferentes fachadas.